# الملجأ (قصة قصيرة)
الملجأ (بالألمانية: Der Bau) قصة قصيرة غير مكتملة من تأليف الكاتب التشيكي فرانز كافكا، كتبها بالألمانية بين عامي 1923 وعام 1924، ولم تنشر في فترة حياة كافكا حيث نشرت للمرة الأولى في عام 1931 ضمن مجموعة من قصصه «سور الصين العظيم» (Beim Bau der Chinesischen Mauer) قام بتجميعها صديقه ماكس برود ونشرها في برلين، الترجمة الإنجليزية الأولى نشرت في عام 1933 في لندن.

## القصة
في القصة كائن شبيه بالخلد يلجأ إلى نظام محكم من الأنفاق قام هو ببنائها على مر حياته. يزعم أن كافكا كتب تكملة لهذه القصة ولكنها دمرت بعد وفاة كافكا على يد حبيبته «دورا ديمنت» كعدد آخر من أعماله بناءً على طلب كافكا نفسه.

## وصلات خارجية
- نص في الأصل الألماني
- الملجأ، على كتب جوجل.
- الملجأ، على AbeBooks.
- الملجأ، على ويكي مصدر الألمانية.
- الملجأ، على الفهرس العالمي.